# Seninka
Seninka ist eine Gemeinde in Tschechien. Sie liegt sieben Kilometer südlich von Vsetín und gehört zum Okres Vsetín.

## Geographie
Seninka befindet sich im Nordosten der Vizovická vrchovina. Das Dorf erstreckt sich am östlichen Fuße des Vartovna (653 m) im Tal des Baches Senínka, eines linken Zuflusses zur Senice. Nördlich erhebt sich der Nezdoby (595 m). Das auf einer großen Lichtung in den Wäldern gelegene Dorf ist nur über eine Straße von Valašská Polanka aus erreichbar.
Nachbarorte sind Lhota u Vsetína im Norden, Leskovec im Nordosten, Valašská Polanka im Südosten, Prlov im Süden, Jasenná im Südwesten sowie Liptál im Nordwesten.

## Geschichte
Seninka wurde 1503 erstmals urkundlich erwähnt. Zu dieser Zeit gehörte der Ort zur Herrschaft Vsetín. Der benachbarte Berg Vartovna diente wegen seiner weiten Sicht über das Gebirge als Wachberg (Wartberg). Im 17. Jahrhundert wurde Seninka mehrmals von den Türken überfallen. 1679 kam das walachische Dorf zur Herrschaft Vizovice.
Die Einwohner von Seninka waren zum Ende des 18. Jahrhunderts fast alle evangelisch und im März 1780 kam ein evangelischer Prediger in die Gegend. Am 28. April 1780 erfuhr Seninka einen unerwarteten Besuch durch Kaiser Joseph II., der auf seiner Reise von Valašské Klobouky nach Vsetín aus dem wegen Hochwassers unpassierbaren Tal der Senitza die geplante Route verließ und sich von Einwohnern einen Weg über den Nezdoby nach Rokytnice weisen ließ. Auf der Fahrt zum Schloss Vsetín warf der Weber und Buchbinder Jan Aron Bubela aus Seninka dem Kaiser ein Bittgesuch von 25 walachischen Dörfern um Religionsfreiheit in die Kutsche, das Joseph II. entgegennahm und ihm seinen Schutz zusagte. Am 12. Mai 1780 fand in Seninka eines der größten unerlaubten Treffen der Evangelischen vor dem Erlass des Toleranzedikts statt, bei dem sich etwa 4000 Menschen versammelten.
1834 lebten in Seninka 340 Menschen. Die Bewohner des Dorfes lebten früher neben der Landwirtschaft vor allem von der Herstellung von Schindeln in Heimarbeit. 1846 entstand in Seninka eine Schule als Filiale von Liptál. 1910 hatte das Dorf 455 Einwohner. Seit dem 20. Jahrhundert arbeiten viele der Bewohner in den Fabriken von Vsetín. In seinem 1941 gedrehten Film Valašský porcelán stellte der Regisseur Miloš Staněk neben anderen in Vergessenheit begriffenen heimischen Handwerkstraditionen der Walachen auch die Schindelmacher von Seninka vor.
Während des Zweiten Weltkrieges erhielten im August 1944 im Dorf und auf den Paseken luftgelandete sowjetische Partisanen Unterschlupf, die gegen deutsche Wehrmachtseinheiten kämpften. Auf der Paseka Pokojka wurde der Partisanenmajor Murzin von seinen Schussverletzungen auskuriert. Die Paseka Pokojka wurde nach Kriegsende verlassen und verfiel. In den 1970er Jahren wurden die verlassenen Höfe abgetragen und bewaldet.

## Ortsgliederung
Für die Gemeinde Seninka sind keine Ortsteile ausgewiesen.

## Sehenswürdigkeiten
- gezimmertes Haus mit verziertem Giebel
- erhaltene typische südwalachische Obstdarre

## Söhne und Töchter der Gemeinde
- Marie Hovořáková-Cedidlová (1910–1971), walachische Schriftstellerin
- Ludmila Cedidlová (* 1944), Malerin und Graphikerin